# Liste amtierender Boxweltmeister

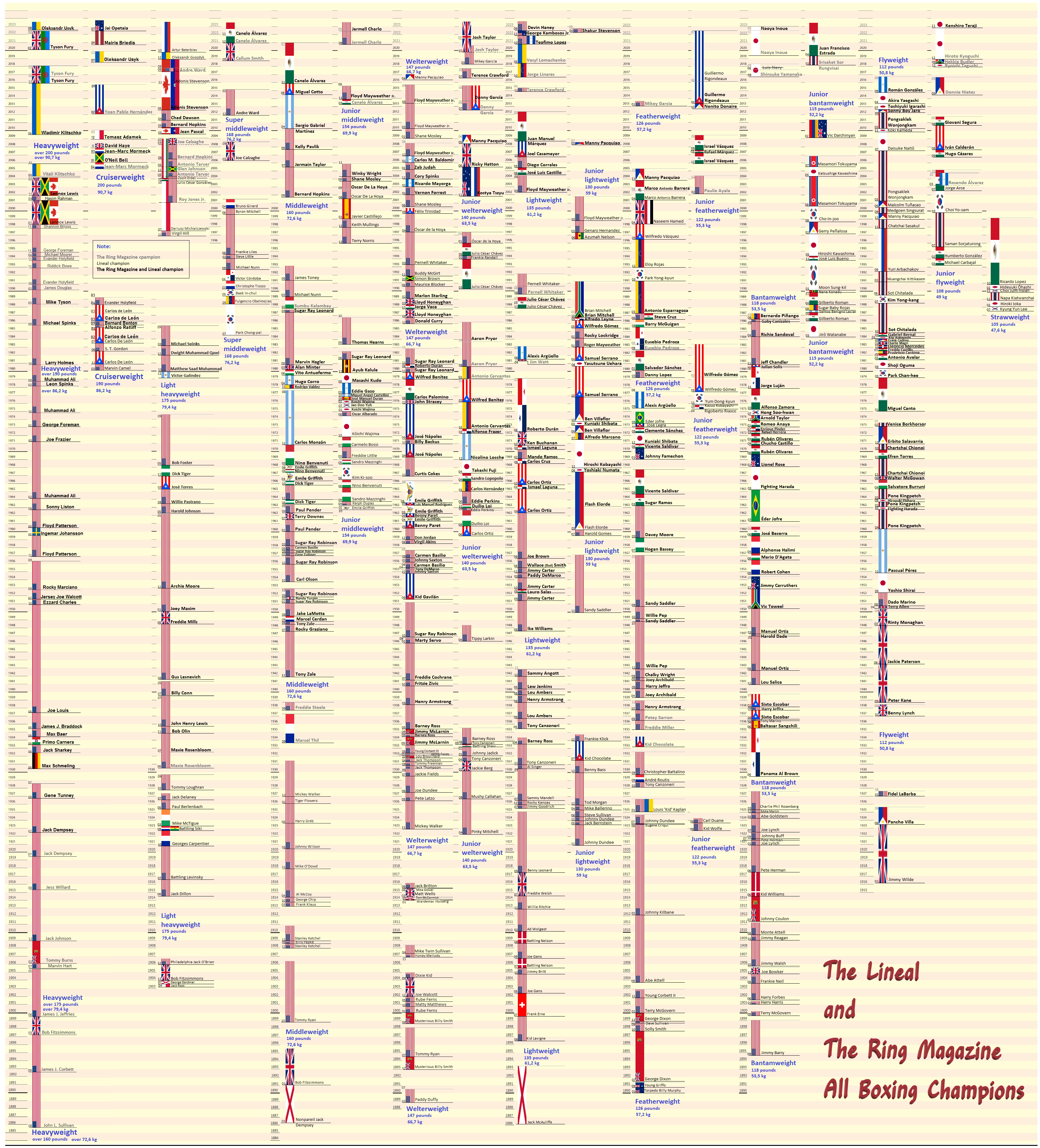
Alle Boxweltmeister (linear, aus The Ring Magazine)

Dies ist eine Liste amtierender Boxweltmeister der Weltverbände World Boxing Association (WBA), World Boxing Council (WBC), International Boxing Federation (IBF), World Boxing Organization (WBO) (der vier bekanntesten und bedeutendsten Weltverbände) und der ältesten und bedeutendsten Boxzeitschrift The Ring. Die linearen sowie die Interimsweltmeister sind nicht aufgeführt.
Der WBA-Verband vergibt unter bestimmten Bedingungen mehrere Weltmeistertitel: Falls ein WBA-Weltmeister seinen Titel mit dem Titel eines der Verbände WBC, IBF oder WBO vereint, wird er zum „Unified-Champion“ erklärt und der „reguläre“, dann untergeordnete Weltmeistertitel, wird neu vergeben. Es gibt aber auch Ausnahmen, die „Super-Champions“ der WBA, die keinen anderen Titel innehaben. Durch längere Zeiträume zwischen den Pflichtverteidigungen wird dem Weltmeister die Gelegenheit gegeben, die Pflichtherausforderer der anderen Verbände zu boxen. Der häufig benutzte Begriff „Undisputed Champion“ („unumstritten“) führt zu Verwirrungen, da im allgemeinen Sprachgebrauch nicht die äußerst umstrittene Politik der WBA, sondern einfach nur der lineare Weltmeister oder der beste Boxer seiner Gewichtsklasse gemeint ist. Sowohl der Status des Unified- als auch der des Super-Champions der WBA ist höher gereiht als der des regulären. Daher ist der reguläre WBA-Weltmeister, wenn es gleichzeitig einen Unified- oder Super-Champion gibt, nicht der „eigentliche“ Weltmeister.

## Schwergewicht (>90,718 kg/>200 Pfund)
| WBA                                          | WBA                   | WBC             | IBF             | WBO             | The Ring        |
| -------------------------------------------- | --------------------- | --------------- | --------------- | --------------- | --------------- |
| Super-, Undisputed- oder Unified-Weltmeister | Regulärer Weltmeister | WBC             | IBF             | WBO             | The Ring        |
| Oleksandr Ussyk                              | Kubrat Pulew          | Oleksandr Ussyk | Oleksandr Ussyk | Oleksandr Ussyk | Oleksandr Ussyk |

## Cruisergewicht (90,718 kg/200 Pfund)
| WBA                                          | WBA                   | WBC            | IBF         | WBO             | The Ring    |
| -------------------------------------------- | --------------------- | -------------- | ----------- | --------------- | ----------- |
| Super-, Undisputed- oder Unified-Weltmeister | Regulärer Weltmeister | WBC            | IBF         | WBO             | The Ring    |
| Arsen Goulamirian                            | vakant                | Noel Mikaelyan | Jai Opetaia | Lawrence Okolie | Jai Opetaia |

## Halbschwergewicht (79,378 kg/175 Pfund)
| WBA                                          | WBA                   | WBC                      | IBF                      | WBO                      | The Ring                 |
| -------------------------------------------- | --------------------- | ------------------------ | ------------------------ | ------------------------ | ------------------------ |
| Super-, Undisputed- oder Unified-Weltmeister | Regulärer Weltmeister | WBC                      | IBF                      | WBO                      | The Ring                 |
| Dmitri Jurjewitsch Biwol                     | David Benavidez       | Dmitri Jurjewitsch Biwol | Dmitri Jurjewitsch Biwol | Dmitri Jurjewitsch Biwol | Dmitri Jurjewitsch Biwol |

## Supermittelgewicht (76,203 kg/168 Pfund)
| WBA                                          | WBA                   | WBC          | IBF          | WBO          | The Ring     |
| -------------------------------------------- | --------------------- | ------------ | ------------ | ------------ | ------------ |
| Super-, Undisputed- oder Unified-Weltmeister | Regulärer Weltmeister | WBC          | IBF          | WBO          | The Ring     |
| Saúl Álvarez                                 | David Morrell         | Saúl Álvarez | Saúl Álvarez | Saúl Álvarez | Saúl Álvarez |

## Mittelgewicht (72,574 kg/160 Pfund)
| WBA                                          | WBA                   | WBC            | IBF                | WBO                 | The Ring |
| -------------------------------------------- | --------------------- | -------------- | ------------------ | ------------------- | -------- |
| Super-, Undisputed- oder Unified-Weltmeister | Regulärer Weltmeister | WBC            | IBF                | WBO                 | The Ring |
| Gennady Golovkin                             | Erislandy Lara        | Jermall Charlo | Vincenzo Gualtieri | Janibek Alimkhanuly | vakant   |

## Halbmittelgewicht (69,85 kg/154 Pfund)
| WBA                                          | WBA                   | WBC            | IBF            | WBO            | The Ring       |
| -------------------------------------------- | --------------------- | -------------- | -------------- | -------------- | -------------- |
| Super-, Undisputed- oder Unified-Weltmeister | Regulärer Weltmeister | WBC            | IBF            | WBO            | The Ring       |
| Jermell Charlo                               | Erislandy Lara        | Jermell Charlo | Jermell Charlo | Jermell Charlo | Jermell Charlo |

## Weltergewicht (66,678 kg/147 Pfund)
| WBA                                          | WBA                   | WBC              | IBF              | WBO              | The Ring |
| -------------------------------------------- | --------------------- | ---------------- | ---------------- | ---------------- | -------- |
| Super-, Undisputed- oder Unified-Weltmeister | Regulärer Weltmeister | WBC              | IBF              | WBO              | The Ring |
| Terence Crawford                             | Jamal James           | Terence Crawford | Terence Crawford | Terence Crawford | vakant   |

## Halbweltergewicht (63,503 kg/140 Pfund)
| WBA                                          | WBA                   | WBC            | IBF    | WBO         | The Ring    |
| -------------------------------------------- | --------------------- | -------------- | ------ | ----------- | ----------- |
| Super-, Undisputed- oder Unified-Weltmeister | Regulärer Weltmeister | WBC            | IBF    | WBO         | The Ring    |
| vakant                                       | Alberto Puello        | Regis Prograis | vakant | Josh Taylor | Josh Taylor |

## Leichtgewicht (61,235 kg/135 Pfund)
| WBA                                          | WBA                   | WBC              | IBF                 | WBO    | The Ring |
| -------------------------------------------- | --------------------- | ---------------- | ------------------- | ------ | -------- |
| Super-, Undisputed- oder Unified-Weltmeister | Regulärer Weltmeister | WBC              | IBF                 | WBO    | The Ring |
| vakant                                       | Gervonta Davis        | Shakur Stevenson | Wassyl Lomatschenko | vakant | vakant   |

## Superfedergewicht (58,967 kg/130 Pfund)
| WBA                                          | WBA                   | WBC    | IBF    | WBO              | The Ring |
| -------------------------------------------- | --------------------- | ------ | ------ | ---------------- | -------- |
| Super-, Undisputed- oder Unified-Weltmeister | Regulärer Weltmeister | WBC    | IBF    | WBO              | The Ring |
| vakant                                       | Héctor García         | vakant | vakant | Shavkat Rakhimov | vakant   |

## Federgewicht (57,152 kg/126 Pfund)
| WBA                                          | WBA                   | WBC        | IBF                | WBO               | The Ring |
| -------------------------------------------- | --------------------- | ---------- | ------------------ | ----------------- | -------- |
| Super-, Undisputed- oder Unified-Weltmeister | Regulärer Weltmeister | WBC        | IBF                | WBO               | The Ring |
| vakant                                       | Mauricio Lara         | Rey Vargas | Luis Alberto Lopez | Emanuel Navarrete | vakant   |

## Superbantamgewicht (55,225 kg/122 Pfund)
| WBA                                          | WBA                   | WBC            | IBF                  | WBO            | The Ring |
| -------------------------------------------- | --------------------- | -------------- | -------------------- | -------------- | -------- |
| Super-, Undisputed- oder Unified-Weltmeister | Regulärer Weltmeister | WBC            | IBF                  | WBO            | The Ring |
| Murodjon Ahmadaliyev                         | vakant                | Stephen Fulton | Murodjon Ahmadaliyev | Stephen Fulton | vakant   |

## Bantamgewicht (53,525 kg/118 Pfund)
| WBA                                          | WBA                   | WBC         | IBF         | WBO         | The Ring    |
| -------------------------------------------- | --------------------- | ----------- | ----------- | ----------- | ----------- |
| Super-, Undisputed- oder Unified-Weltmeister | Regulärer Weltmeister | WBC         | IBF         | WBO         | The Ring    |
| Naoya Inoue                                  | vakant                | Naoya Inoue | Naoya Inoue | Naoya Inoue | Naoya Inoue |

## Superfliegengewicht (52,163 kg/115 Pfund)
| WBA                                          | WBA                   | WBC             | IBF            | WBO         | The Ring               |
| -------------------------------------------- | --------------------- | --------------- | -------------- | ----------- | ---------------------- |
| Super-, Undisputed- oder Unified-Weltmeister | Regulärer Weltmeister | WBC             | IBF            | WBO         | The Ring               |
| Juan Francisco Estrada                       | Joshua Franco         | Jesse Rodriguez | Jerwin Ancajas | Kazuto Ioka | Juan Francisco Estrada |

## Fliegengewicht (50,802 kg/112 Pfund)
| WBA                                          | WBA                   | WBC                  | IBF           | WBO    | The Ring |
| -------------------------------------------- | --------------------- | -------------------- | ------------- | ------ | -------- |
| Super-, Undisputed- oder Unified-Weltmeister | Regulärer Weltmeister | WBC                  | IBF           | WBO    | The Ring |
| Artem Dalakjan                               | vakant                | Julio Cesar Martinez | Sunny Edwards | vakant | vakant   |

## Halbfliegengewicht (48,988 kg/108 Pfund)
| WBA                                          | WBA                   | WBC       | IBF            | WBO        | The Ring        |
| -------------------------------------------- | --------------------- | --------- | -------------- | ---------- | --------------- |
| Super-, Undisputed- oder Unified-Weltmeister | Regulärer Weltmeister | WBC       | IBF            | WBO        | The Ring        |
| Ken Shiro                                    | vakant                | Ken Shiro | Felix Alvarado | Elwin Soto | Hiroto Kyoguchi |

## Strohgewicht (47,627 kg/105 Pfund)
| WBA                                          | WBA                   | WBC             | IBF               | WBO              | The Ring |
| -------------------------------------------- | --------------------- | --------------- | ----------------- | ---------------- | -------- |
| Super-, Undisputed- oder Unified-Weltmeister | Regulärer Weltmeister | WBC             | IBF               | WBO              | The Ring |
| Thammanoon Niyomtrong                        | Erick Rosa            | Panya Pradabsri | Daniel Valladares | Melvin Jerusalem | vakant   |

Anmerkung zur Flaggensymbolik:  Puerto Rico ist kein eigenständiger Staat, sondern eine mit den Vereinigten Staaten assoziierte Republik („selbstverwaltetes Gemeinwesen“).